# Hugdisheer
Hugdisheer (nep. हुग्दीशिर) – gaun wikas samiti w zachodniej części Nepalu w strefie Dhawalagiri w dystrykcie Baglung. Według nepalskiego spisu powszechnego z 2011 roku liczył on 933 gospodarstwa domowe i 4200 mieszkańców (2415 kobiet i 1785 mężczyzn).